# میکیتا پیترمن
میکیتا پیترمن (اوکراینی: Микита Євгенович Петерман؛ زادهٔ ۱۲ ژوئن ۱۹۹۹) بازیکن فوتبال اهل اوکراین است.